# Polícia do Estado de Vitória
A Polícia do Estado de Victoria, (Victoria State Police, em língua inglesa) na Austrália, com sede em Melbourne, é a organização policial de estatuto civil, única responsável pela segurança pública e bem estar da população que vive no território estadual.
Chefiada pelo Comissário-chefe, possui um efetivo de 13.800 integrantes entre policiais e auxiliares que servem em 339 distritos (ou delegacias), em serviço diário de 24 horas, para uma população de mais de cinco milhões de habitantes. 
A Polícia de Victoria foi oficialmente criada em 8 de janeiro de 1853, com um efetivo de 875 homens oriundos da polícia colonial e, atualmente, tem a sua base jurídica estabelecida pelo Police Regulations Act de 1958.

## Atuação
A Polícia de Victoria desenvolve os serviços de polícia preventiva uniformizada e de investigação criminal, ou polícia judiciária, através das seguintes unidades:
- esquadrão de homicídios, unidade anti-drogas, divisão de investigação do crime organizado, divisão de repressão aos jogos e apostas ilegais, divisão de descoberta de paradeiros, esquadrão contra o roubo de veículos, esquadrão de repressão aos crimes sexuais, unidade de proteção à criança e à adolescência, perícia criminal;
- serviço aero-policial, esquadrão de explosivos, esquadrão com cães, patrulha rodoviária, unidade de cavalaria, esquadrão de busca e salvamento, grupo de operações especiais, polícia marítima.

O armamento padrão utilizado por todas as unidades é a pistola semi-automática .40 S&W Smith & Wesson M&P.

## Galeria

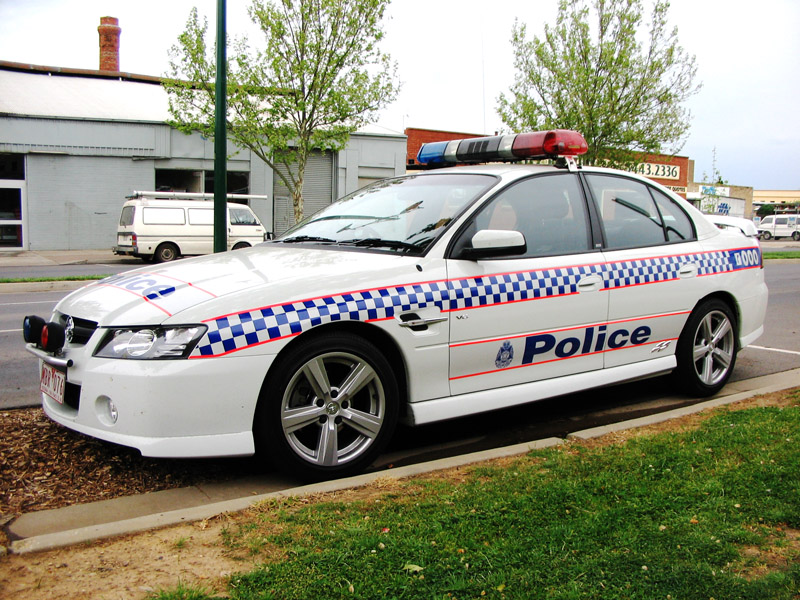
Viatura policial
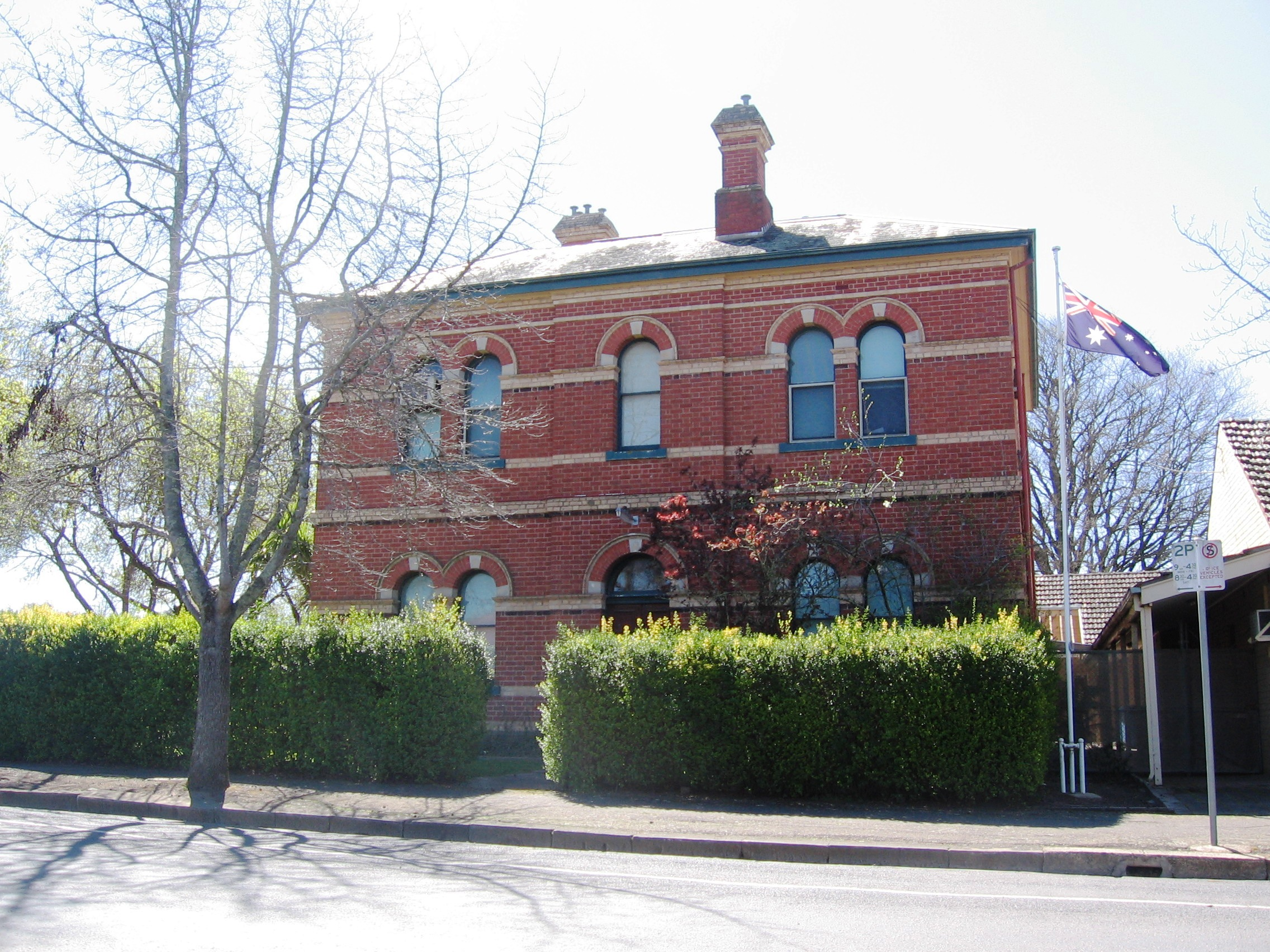
Distrito Policial de Kyneton
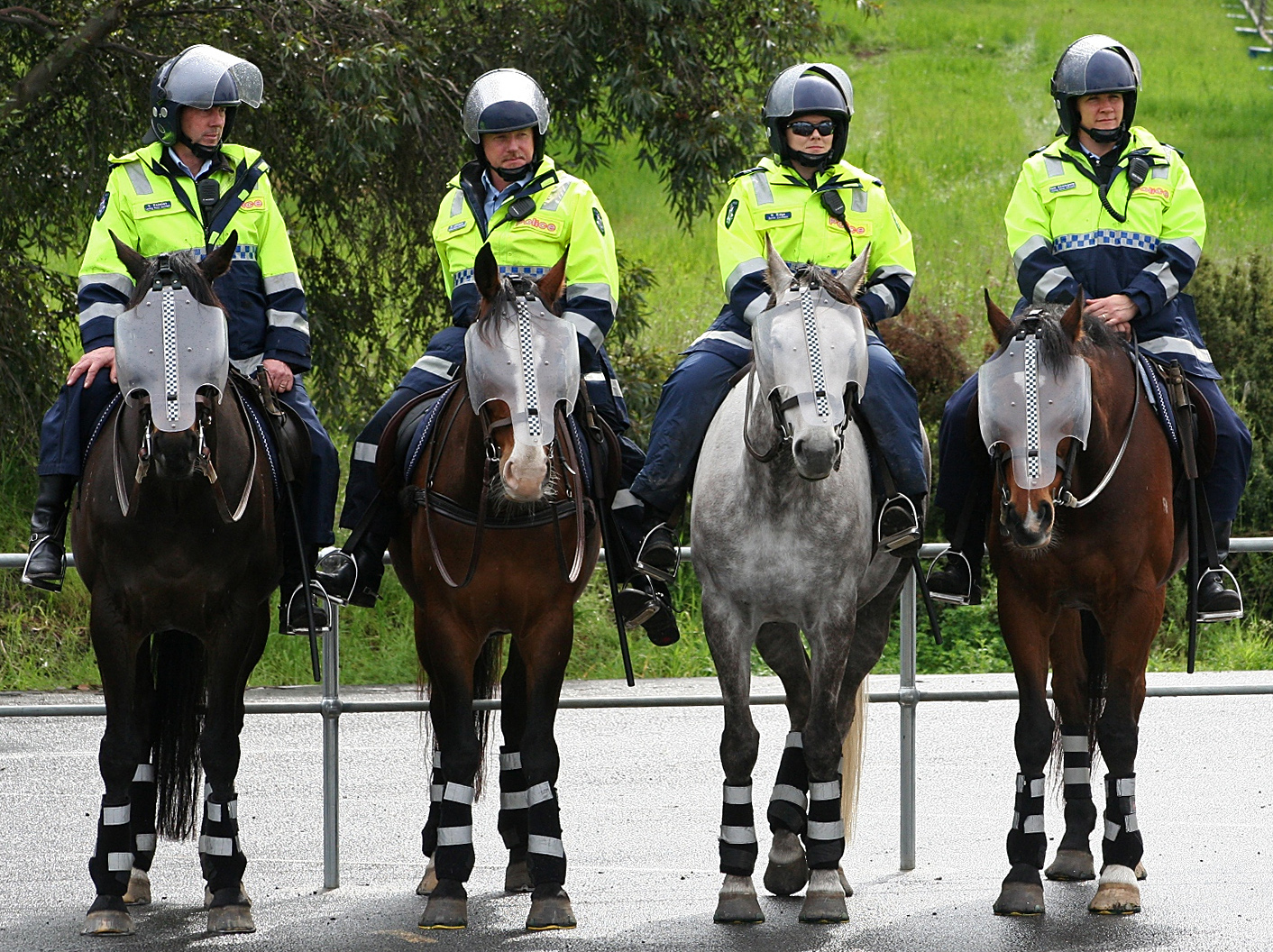
Polícia montada
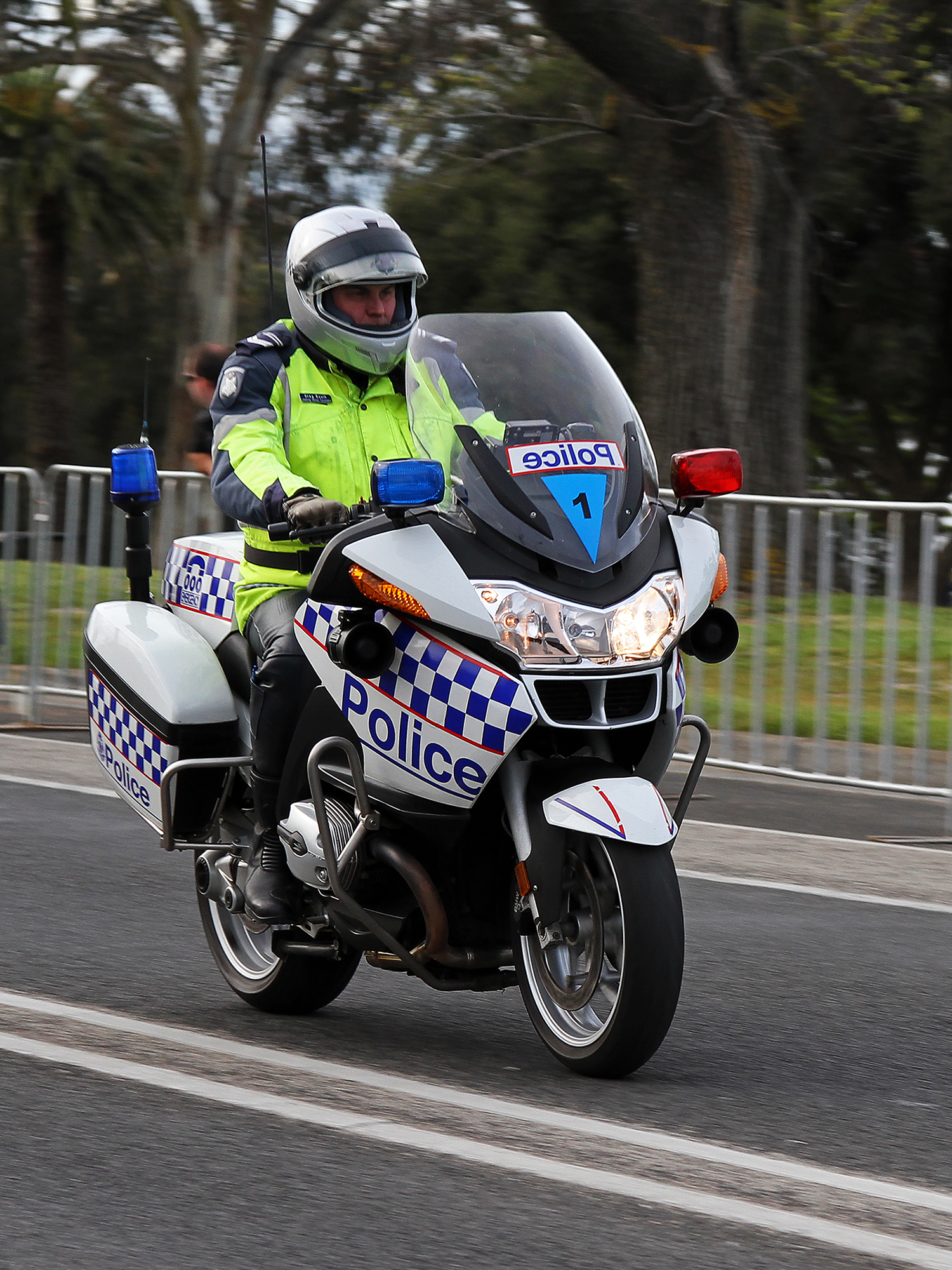
Motociclista
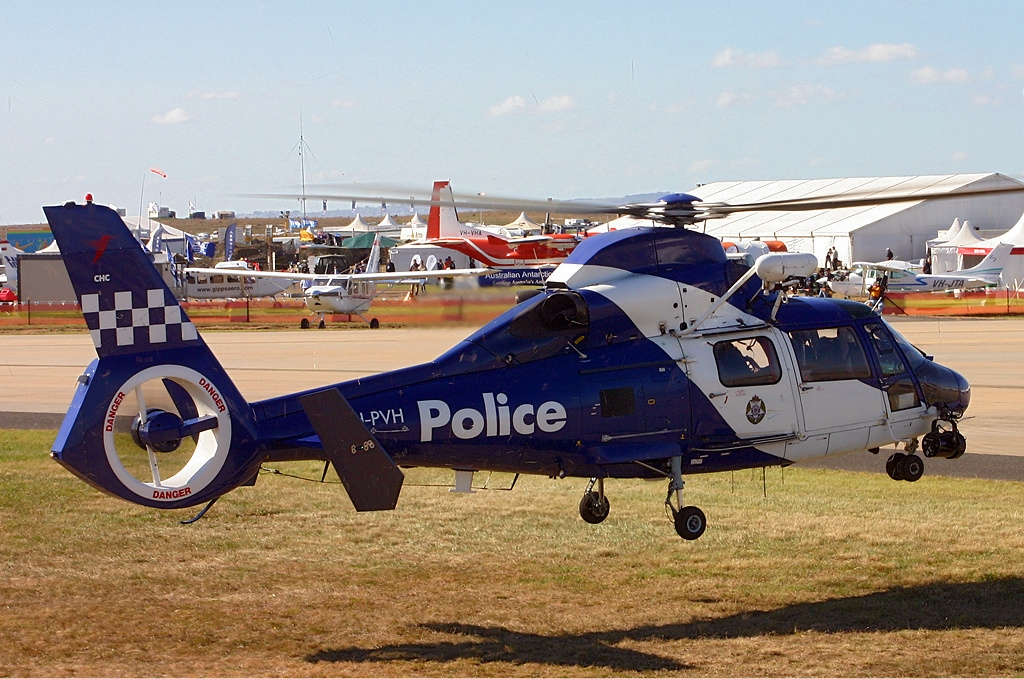
Eurocopter AS.365